# NEC PC-8801

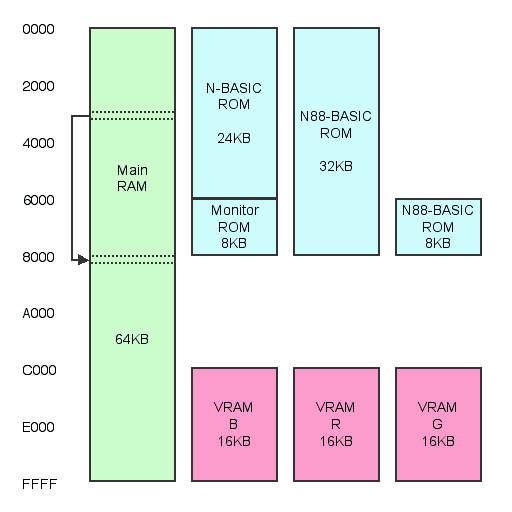
Diagrama de memorias de un PC-8801.

La serie de computadoras NEC PC-8801 fue introducida por NEC Corporation en 1981 y comercializada hasta 1989, y es uno de los primeros computadores que estuvieron basados en el microprocesador Zilog Z80. El PC-88, como fue conocido informalmente, se hizo muy popular en Japón, pero no fue lanzado en otros mercados.

## Hardware
- CPU: PD9002 (compatible con el NEC-PD7008, basados en el microprocesador Zilog Z80)
- Resoluciones: 640×200, 640×400, 320×200, 320×400
- Memoria: 1.5 MB ROM, 512 kilobytes de memoria RAM
- Sonido: 3 canales FM + 3 SSG + 6 ritmos + 1 ADPCM

Para su época, el NEC PC-8801 ofreció una resolución alta, aunque solo pudo mostrar simultáneamente 8 de su paleta de 512 colores. Además, su capacidad de reproducción de sonido fue algo más avanzada comparada con otros sistemas de la época.

## Software
Algunas compañías que produjeron software exclusivo para este sistema fueron Enix, Square, Falcom, Taito Corporation, ASCII, Pony Canyon, Champion Soft, T&E Soft, Starcraft, Micro Cabin, PSK, y Bothtec. Algunos juegos producidos para el NEC PC-8801 se pudieron encontrar paralelamente para la plataforma MSX, como los producidos por Game Arts, ELF, y Konami.
El éxito del NEC PC-8801 llamó la atención de Nintendo, quien licenció a Hudson Soft para trasladar algunos de los éxitos de la videoconsola Famicom a este sistema. El más destacable fue una versión única de la serie Super Mario Bros. con el nombre de Super Mario Bros. Special. Desde entonces, el juego ha caído a la oscuridad, pero algunos lo llaman el verdadero The Lost Levels porque tuvo que ser relanzado a pesar de este salir al mercado primero, antes que los demás juegos de Super Mario.
Incluso poseyó su propio dialecto BASIC, llamado N88-BASIC, que resultó ser común entre la mayoría de los ordenadores personales de los años 1980.